# Maureen Jennings
Maureen Jennings (Birmingham, 23 aprile 1939) è una scrittrice canadese.
È nota in particolare per essere l'autrice delle indagini del Detective Murdoch, ambientate nella Toronto dell'epoca vittoriana e dalle quali è stata tratta la serie televisiva I misteri di Murdoch.

## Biografia
Nata a Birmingham, in Inghilterra, vi trascorse i primi anni finché nel 1956 non si trasferì con la madre a Windsor, in Canada. Laureata in psicologia, filosofia e letteratura inglese, lavorò inizialmente come insegnante di inglese e come psicoterapeuta, finché nel 1997 pubblicò il suo primo romanzo, intitolato Except The Dying, con protagonista il detective William Murdoch.

## Opere

### Serie delle indagini del Detective William Murdoch
Ambientate nella Toronto vittoriana di fine XIX secolo, da esse è stata tratta la serie televisiva I misteri di Murdoch.
- Except the Dying, 1997
  - La scelta di Murdoch, trad. Marilena Caselli, Il Giallo Mondadori n. 3073, aprile 2013
- Under the Dragon's Tail, 1998
  - Sotto il segno del drago, Il Giallo Mondadori n. 3108, giugno 2014
- Poor Tom is Cold, 2001
  - La carne e il sangue, Il Giallo Mondadori n. 3120, dicembre 2014
- Let Loose the Dogs, 2003
  - L'ombra del padre, trad. Marilena Caselli, Il Giallo Mondadori n. 3149, novembre 2016
- Night's Child, 2005
  - Il figlio della notte, trad. Marilena Caselli, Il Giallo Mondadori n. 3158, agosto 2017
- Vices of My Blood, 2006
  - Onora il male, trad. Marilena Caselli, Il Giallo Mondadori n. 3164, febbraio 2018
- A Journeyman to Grief, 2007
  - Dopo il dolore verrà la vendetta, trad. Marilena Caselli, Il Giallo Mondadori n. 3171, settembre 2018
- Let Darkness Bury the Dead, 2017

### Serie di Christine Morris
Ambientata in epoca contemporanea, con protagonista la profiler forense Christine Morris.
- Does Your Mother Know?, 2006
- The K Handshape, 2008

### Serie dell'Ispettore Tom Tyler
Ambientata nella campagna inglese dello Shropshire, a partire dal 1940, ha come protagonista l'Ispettore investigativo della polizia Tom Tyler.
- Season of Darkness, 2011
  - La stagione delle tenebre, Collana Il Giallo Mondadori n.3218, agosto 2022
- Beware This Boy, 2012
  - Ombre su Birmingham, trad. di Marilena Caselli, Collana Il Giallo Mondadori n.3232, ottobre 2023
- No Known Grave, 2014
  - Tombe senza nome trad. di Mauro Boncompagni, Collana Il Giallo Mondadori n.3244, ottobre 2024
- Dead Ground in Between, 2016
  - Sotto la terra, trad. di Marco Bertoli, Collana Il Giallo Mondadori, n.3254, agosto 2025

### SerieParadise Cafédell'investigatrice privata Charlotte Frayne
Ambientata a Toronto durante gli anni '30 del XX secolo, precisamente nel periodo della Grande Depressione. I libri si svolgono in un contesto storico che include l'estate del 1936 (Heat Wave), il novembre del 1936 (November Rain) e il dicembre del 1936 (Cold Snap). La protagonista della serie è Charlotte Frayne, un'investigatrice privata.
- Heat Wave: A Paradise Café Mystery, 2019
- November Rain: A Paradise Café Mystery, 2020
- Cold Snap, 2022
- March Roars, 2024

## Riconoscimenti
- Il romanzo Except the Dying ha ricevuto nel 1998 la nomination "for best first novel" sia per l'Anthony Award[5] sia per l'Arthur Ellis Award[4].
- Il romanzo Let Loose the Dogs ha ricevuto nel 2004 la nomination "for best historical novel" per l'Anthony Award[6].
- Il romanzo Night's Child ha ricevuto nel 2006 la nomination "for best paperback novel" per il Barry Award[7] e per il Macavity Award[8].